# Fussball in Liechtenstein

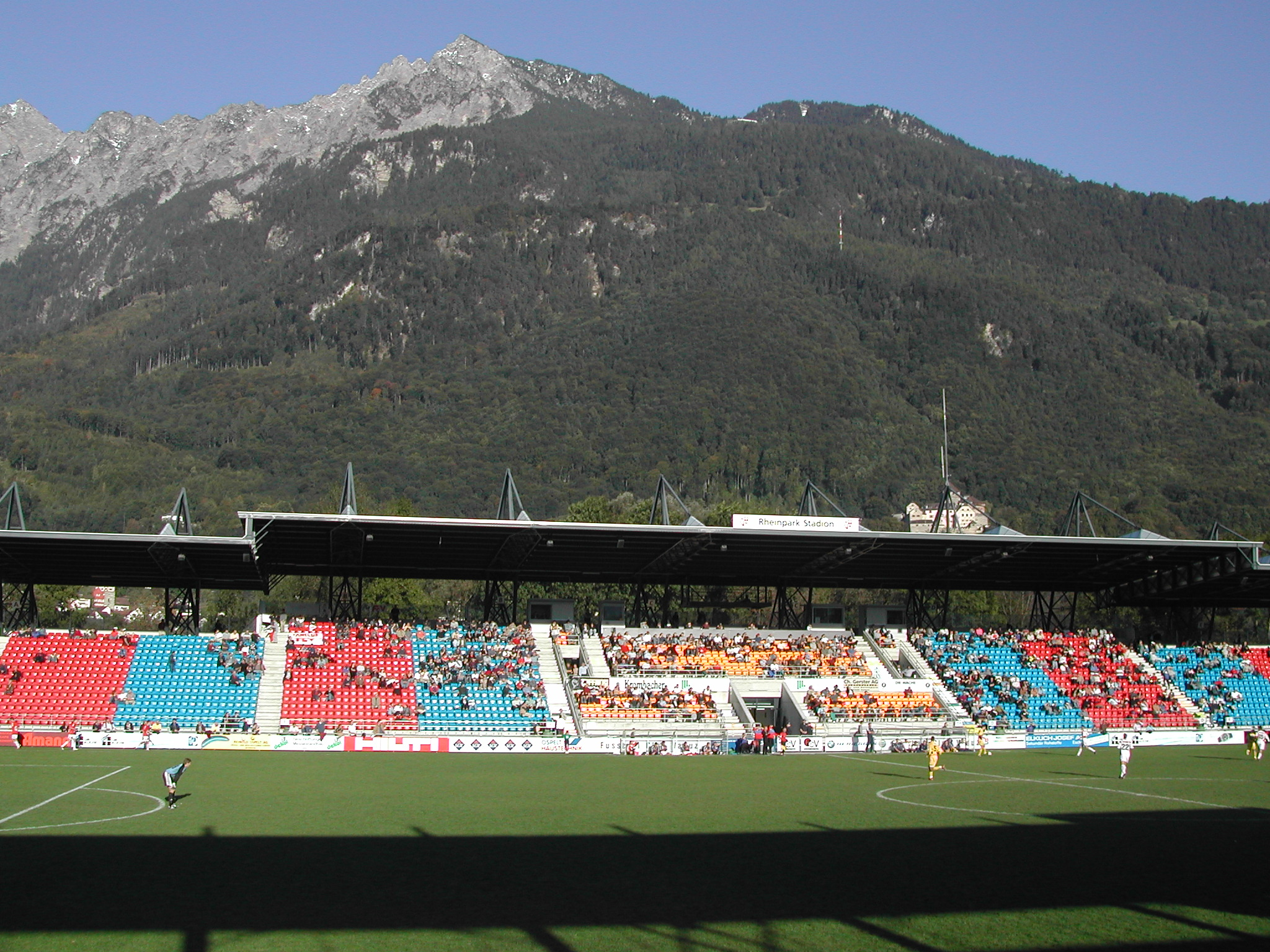
Fussballspiel im Rheinpark Stadion Vaduz (2002)

Fussball ist in Liechtenstein – neben dem Wintersport – eine der beliebtesten Sportarten. In dem 160 km² grossen und etwa 38.000 Einwohner zählenden Fürstentum Liechtenstein gibt es sieben Vereine mit rund 2100 aktiven Fussballern. Damit ist der Liechtensteiner Fussballverband (LFV) einer der kleinsten der Welt, in Relation zur Bevölkerungszahl aber einer der grössten.
Die Liechtensteiner Vereine tragen keine eigene Meisterschaft aus. Der 1934 gegründete Liechtensteiner Fussballverband ist mit seinen Vereinen dem Schweizerischen Fussballverband angegliedert und beteiligt sich dort am Punktspielbetrieb, führt aber einen eigenständigen Cupwettbewerb durch.

## Anfänge des Fussballsports

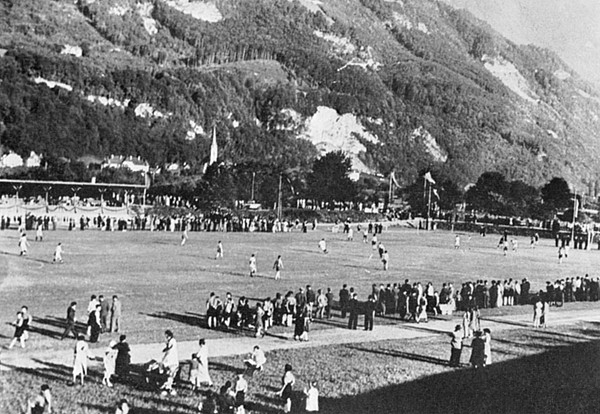
Landessportplatz in Vaduz (1938)

Der Fussballsport kam erst relativ spät in Liechtenstein auf. Während in den Nachbarländern Schweiz und Österreich bereits Ende des 19. Jahrhunderts Fussball gespielt wurde, fand der Sport in Liechtenstein anfänglich nur zögerliche Aufnahme. Der Sport genoss kein Ansehen und wurde verspottet – das Leben im damals noch hauptsächlich bäuerlichen Liechtenstein war hart und die Bevölkerung darbte zu sehr, als dass solchen Freizeitbeschäftigungen der Durchbruch gelungen wäre. Volkserzieherische und weltanschauliche Ziele existierten noch nicht. Staatliche Hilfeleistungen waren ausgeschlossen, die Errichtung von Sportanlagen eine Utopie. Trotz der anfänglich vorhandenen Bremsfunktion von Gesellschaft, Kirche und auch Schule setzte sich der Fussball ab etwa 1930 in Liechtenstein schrittweise durch.
Bereits vor der offiziellen Gründung der ersten Liechtensteiner Fussballklubs fanden sich einige Idealisten zusammen, um an verschiedenen Plätzen zu tschutten, ohne eine grosse Ahnung von den Regeln des Fussballsports zu haben. Den wenigen heute noch verfügbaren Quellen zufolge befand sich im Gebiet Mühleholz bereits im Jahr 1923 ein Fussballplatz. 1927 wurde der AC Mauren gegründet, der schon im Frühjahr desselben Jahres auf seinem Sportplatz im Maurer Ortsteil Hinterbühlen Freundschaftsspiele austrug und einen regelmässigen Trainingsbetrieb abhielt. Ab 1928 sind auch Einzelheiten über den FC Kickers Mühleholz bekannt, dessen Spieler zwar aus dem Hauptort Vaduz stammten, der Fussballplatz befand sich jedoch auf Schaaner Gemeindegebiet. Im selben Jahr nahmen die Kickers erstmals an der regulären Meisterschaft des österreichischen Bundeslands Vorarlberg teil. Ab 1931 wurden die ersten Anstrengungen zur Gründung offizieller Fussballvereine gemacht. Nachdem sich eine Interessengruppe erfolgreich darum bemühte, auf dem Vaduzer Gemeindegebiet einen Fussballplatz zugewiesen zu bekommen, erfolgte im Dezember 1931 die Gründung des FC Vaduz als erstem Liechtensteiner Fussballverein. Bereits im darauf folgenden Jahr wurden der FC Balzers, der FC Triesen und der FC Schaan aus der Taufe gehoben. Während sich der FC Balzers, der FC Schaan und der FC Triesen sofort dem Schweizerischen Fussballverband anschlossen, bestritt der FC Vaduz seine erste Meisterschaftsrunde 1932 noch beim österreichischen Vorarlberger Fussballverband. Bereits ein Jahr später schloss sich jedoch auch der FC Vaduz dem Schweizer Verband an, in dessen Ligasystem seither alle Liechtensteiner Vereine integriert sind.
Zwischen 1932 und 1937 wurde eine Liechtensteiner Fussballmeisterschaft ausgetragen. Die Spieldauer der Partien betrug anfangs vermutlich nur zwischen 30 und 45 Minuten. Die erste Spielzeit fand am 15. August 1932 in Mühleholz statt und wird als inoffiziell gewertet. Der FC Vaduz gewann das Finale mit 2:0 gegen den FC Balzers. Im Frühjahr 1934 wurde ein offizielles Turnier, das als die erste offizielle liechtensteinische Fussballmeisterschaft gilt, im Rahmen der Meisterschaft des Kantons St. Gallen ausgetragen, da die teilnehmenden Liechtensteiner Vereine auch Mitglied im Ostschweizer Fussballverband waren. Der FC Triesen gewann das Turnier. Im August 1934 fand eine weitere inoffizielle Meisterschaft in Mühleholz statt. Neben den liechtensteinischen Vereinen FC Vaduz, FC Schaan, FC Triesen, FC Balzers und Kickers Mühleholz nahm zudem die Schweizer Mannschaft FC Buchs II aus Buchs SG teil. Das Finale gewann der FC Schaan mit 3:1 gegen die Kickers aus Mühleholz. Ende Juli 1935 folgte eine zweite offizielle Meisterschaft, die erneut im Rahmen der Meisterschaft der Kantons St. Gallen stattfand. Es nahmen lediglich der FC Triesen, der die Austragung für sich entschied, der FC Balzers und der FC Vaduz teil. In der dritten offiziellen Meisterschaft im Mai 1936 spielten nur der FC Triesen und der FC Vaduz, der schlussendlich den Titel gewann. An der vierten offiziellen Meisterschaft 1937, die ein weiteres Mal in Verbindung mit der kantonalen Meisterschaft St. Gallen ausgetragen wurde, nahm nur noch der FC Triesen teil, da alle anderen liechtensteinischen Vereine aus dem Ostschweizer Verband ausgetreten waren. Der FC Triesen gewann somit, ohne ein Spiel bestritten zu haben, die liechtensteinische Meisterschaft. Ab 1938 wurde keine weitere Meisterschaft ausgetragen. Nach dem Zweiten Weltkrieg beschloss der Liechtensteiner Fussballverband die Gründung des Liechtensteiner Cups, der seitdem als wichtigster Liechtensteiner Vereinswettbewerb fungiert.

## Fussballverband
1934 schlossen sich die vier liechtensteinischen Vereine, die bislang in den Schweizerischen Fussball- und Athletikverband (SFAV) – wie sich der Schweizerische Fussballverband damals nannte – eingetreten waren, zum Liechtensteiner Fussballverband zusammen. Dies waren der FC Balzers, FC Triesen, FC Schaan und FC Vaduz. Die anderen Klubs FC Kickers Mühleholz und eine Mannschaft aus Ruggell, die beide wenig später den Spielbetrieb einstellten, waren kein Mitglied des SFAV. Der Liechtensteiner Fussballverband trägt seit 1946 auch einen eigenen Wettbewerb – den Liechtensteiner Fussballcup – aus. 1954 kam der USV Eschen-Mauren – der bis 1963 als FC Mauren geführt wurde – als weiteres Mitglied hinzu. 1958 wurde der FC Ruggell aufgenommen und zuletzt 1972 der FC Triesenberg.
Der Liechtensteiner Fussballverband ist Mitglied des Liechtensteinischen Olympischen Sportverbandes (LOSV) und Partnerverband des Ostschweizer Fussballverbandes (OFV). 1974 wurde der Verband als 142. Mitglied des Weltverbandes FIFA, und als 34. Mitglied des europäischen Fussballverbandes UEFA aufgenommen; acht Jahre später wurde das erste Länderspiel der Liechtensteiner Fussballnationalmannschaft, das sowohl von der FIFA als auch vom LFV in die offizielle Länderspielstatistik aufgenommen wurde, ausgetragen. Inzwischen hat der Liechtensteiner Fussball bereits erste kleine Erfolge aufzuweisen.

## Fussballnationalmannschaft
Die Liechtensteiner Fussballnationalmannschaft trug ihr erstes Länderspiel am 14. Juni 1981 gegen Malta im Daejeon-Hanbat-Stadion in der südkoreanischen Stadt Daejeon aus. Das Spiel fand im Rahmen des President’s Cup 1981 statt und wird, ebenso wie das zwei Tage später ausgetragene Spiel gegen Thailand, lediglich von der FIFA als offizielles Länderspiel gewertet. Im selben Monat spielte die Liechtensteiner Auswahl gegen die Vereinsmannschaften Danubio FC aus Uruguay und Vitória FC aus Brasilien. Der 3:2-Sieg gegen Indonesien am 22. Juni 1981 wertet die FIFA als drittes offizielles Länderspiel und stellt somit laut dem Weltfussballverband den ersten Sieg der Nationalmannschaft des Fürstentums dar. Die Liechtensteiner beendeten den Wettbewerb in Südkorea als Fünfter in Gruppe B. Im Oktober 1981 folgte ein Freundschaftsspiel in Balzers gegen Malaysia, das die Mannschaft von Trainer Hans Müntener mit 1:0 gewann. Die Partie wird ebenfalls nur von der FIFA als offiziell gewertet. Sämtliche bis dahin ausgetragene Spiele wurden von einer sogenannten Aktiv-Auswahl bestritten, das heisst, dass die Spieler laut dem damaligen Regelwerk zwar in liechtensteinischen Vereinen tätig sein, allerdings nicht die liechtensteinische Staatsbürgerschaft besitzen mussten. So erzielte die Tore gegen Malta und Malaysia beispielsweise der Deutsche Ludwig Sklarski.
Erst acht Jahre nach dem Beitritt zur FIFA und der UEFA bestritt die Liechtensteiner Auswahl ihr erstes vom Liechtensteiner Fussballverband als offiziell gewertetes Länderspiel. Es fand am 9. März 1982 vor 4500 Zuschauern in Balzers gegen die Schweiz statt und endete mit einer 0:1-Niederlage. In den folgenden Jahren wurden nur vereinzelt weitere Länderspiele ausgetragen. Es folgte 1982 eine sowohl von FIFA als auch vom LFV als inoffiziell betrachtete Partie gegen eine Klubauswahl aus Peking, die die Liechtensteiner mit 2:0 gewannen. 1984 trug man zum 50-jährigen Verbandsjubiläum des LFV ein Spiel gegen Österreich aus, das das Team von Coach Pius Fischer mit 0:6 verlor. Die Partie, die die FIFA und der Österreichische Fussballverband seit jeher als inoffiziell werten, wurde im Jahr 2020 auch vom Liechtensteiner Verband als inoffiziell erklärt. Weitere Spiele wurden erst 1990 gegen die USA (1:4) und 1991 gegen die Schweizer Nachbarn (0:6) ausgetragen. Erstmals stellte man sich dann unter dem deutschen Trainer Dietrich Weise im Rahmen der Qualifikationsrunde zur Europameisterschaft 1996 dem internationalen Wettbewerb. Die vorausgegangene Qualifikation zur Weltmeisterschaft 1994 hätte laut damaligem LFV-Präsidenten Ernst Nigg eine zu grosse, zu diesem Zeitpunkt noch nicht zu bewältigende administrative Herausforderung bedeutet, weshalb man eine Meldung für die WM-Qualifikation wieder zurückgezogen hatte.
Seit 1994 nimmt Liechtenstein regelmässig an der Qualifikation für die Europameisterschaft und die Weltmeisterschaft teil. Bei ihren ersten Auftritten in den Qualifikationsrunden kassierten die Liechtensteiner zum Teil sehr hohe Niederlagen, wie beispielsweise gegen Rumänien (0:8 und 1:7) oder Mazedonien (1:11).
1998 erreichte man durch ein 2:1 gegen Aserbaidschan den ersten Sieg in einem Pflichtspiel. Bei der Qualifikation zur Fussball-WM 2002 wurde Liechtenstein in seiner Gruppe zwar sieg- und torlos Letzter, doch die Niederlagen fielen schon nicht mehr so hoch aus wie in der Vergangenheit. Bei der Vorausscheidung zur Europameisterschaft in Portugal 2004 schaffte man zwar ein 1:1-Unentschieden gegen Mazedonien, doch erneut blieb nur der letzte Tabellenplatz.
In der Qualifikation für die Fussball-WM 2006 sorgte das Auswahlteam Liechtensteins für manche Überraschung. Gegen Luxemburg siegte das Team auswärts deutlich mit 4:0 und erreichte zuhause ein 3:0. Gegen den Tabellenzweiten Slowakei konnte Liechtenstein einen Punkt sichern. Die grösste Überraschung waren jedoch die Spiele gegen den späteren Gruppensieger Portugal. Zuhause wurde ein 0:2-Rückstand noch aufgeholt und am Ende ein sensationelles 2:2-Unentschieden erreicht. Im Rückspiel in Aveiro gingen die Liechtensteiner sogar durch ein Tor von Benjamin Fischer mit 1:0 in Führung, doch Pauleta und Nuno Gomes konnten am Ende eine Niederlage verhindern und den 2:1-Sieg für den Vize-Europameister sichern. Portugal hat bei dieser Qualifikation somit drei der fünf Gegentore von Liechtenstein kassiert. In der Qualifikationsgruppe 3 zur WM 2006 belegte Liechtenstein am Ende zwar den vorletzten Platz, erreichte aber immerhin 8 Punkte bei einem Torverhältnis von 13:23.
Liechtenstein wollte auf diese Erfolge aufbauen und nahm sich insbesondere für die Qualifikation zur Fussball-EM 2008 in den Nachbarländern Österreich und der Schweiz einiges vor. Tatsächlich artete kein einziger Auftritt Liechtensteins zu einem Torfestival aus, und am 28. März konnte in einem Heimspiel sogar der erste Sieg eingefahren werden, ein 1:0 gegen den Teilnehmer der EURO 2004 Lettland. Am 17. Oktober 2007 gelang der Nationalmannschaft sogar ein 3:0-Sieg über die Mannschaft von Island, dennoch belegte Liechtenstein in ihrer Gruppe den letzten Platz.
Die Heimspiele werden derzeit im Rheinpark Stadion in Vaduz ausgetragen.

## Ligafussball
Der Liechtensteiner Fussballverband trägt aufgrund der geringen Anzahl von Vereinen keine eigene Meisterschaftsrunde aus. Die Liechtensteiner Fussballklubs nehmen daher gemäss einer vertraglichen Vereinbarung bereits seit 1933 an der Schweizer Meisterschaft teil. Allerdings können Liechtensteiner Vereine weder Schweizer Meister werden, noch sich über die Liga für einen europäischen Wettbewerb qualifizieren.
Das Schweizer Ligasystem besteht aus den beiden Profiligen Super League (früher Nationalliga A) mit zehn Teams und der Challenge League (früher Nationalliga B) mit zehn Mannschaften. Darunter folgen die Amateurligen von der Promotion League über die 1. Liga und die 2. Liga interregional. Der Spielbetrieb von der 2. Liga bis hinab zur 5. Liga wird vom Ostschweizer Fussballverband (OFV) organisiert.
Der bisher erfolgreichste Verein des Fürstentums – der FC Vaduz – spielte 2008/09 zum ersten Mal in der Super League und ist damit der erste Liechtensteiner Verein in der schweizerischen ersten Liga und der einzige Liechtensteiner Profiklub. Nachdem der FC Vaduz nach nur einer Saison wieder absteigen musste, spielte er von 2014 bis 2017 erneut in der Super League. Nach drei Spielzeiten in der Challenge League stieg der Hauptstadtklub zur Saison 2020/21 über die Barrage erneut in die höchste Schweizer Spielklasse auf, bevor er erneut nach nur einem Jahr wieder abstieg.
Der FC Balzers und die USV Eschen-Mauren nehmen in der Spielzeit 2021/22 am Spielbetrieb der 1. Liga  teil. Zwei Ligen tiefer spielt momentan der FC Ruggell, welcher der 2. Liga zugehörig ist (sechste nationale Spielklasse). Der FC Triesenberg, der FC Triesen sowie der FC Schaan sind der 3. Liga zugeordnet.

## Cupwettbewerb
Der Liechtensteiner Cup wird seit 1946 jährlich ausgetragen. Der im K.-o.-System ermittelte Cupsieger ist berechtigt, an der Qualifikation zur UEFA Europa Conference League teilzunehmen. Neben den Fanionteams nehmen auch Zweit- und Drittmannschaften teil.
In den ersten sechs Spielzeiten konnte die Mannschaft des FC Triesen den Cup fünfmal gewinnen. Danach stand der Liechtensteiner Cup bis Anfang der 1970er Jahre eindeutig unter der Vorherrschaft des FC Vaduz, der den Cup von 1952 bis 1971 insgesamt 16-mal gewinnen konnte. Die Serie des FC Vaduz in dieser Zeit wurde lediglich durch den überraschenden Sieg des FC Schaan im Jahr 1955 und eine Reglementänderung von 1963 bis 1965, aufgrund derer der FC Vaduz nicht mehr teilnahmeberechtigt war, unterbrochen.
Erst in den 1970ern und frühen 1980er Jahren ändert sich das Bild in der Siegerliste. Mit dem FC Triesen, dem FC Balzers und dem USV Eschen-Mauren konnten auch wieder andere Vereine den Wettbewerb für sich entscheiden. Seit 1985 dominiert jedoch wieder der FC Vaduz den Liechtensteiner Cup und gewann den Cup seitdem insgesamt 28-mal. Ab 1998 wurde die Siegesserie des Hauptstadtklubs nur durch den Titelgewinn des USV Eschen-Mauren 2012 unterbrochen; sämtliche andere Austragungen des Wettbewerbs seit diesem Jahr wurden gewonnen.
Die erfolgreichsten Mannschaften des Liechtensteiner Cups:
- FC Vaduz (47 Cupsiege)
- FC Balzers (11 Cupsiege)
- FC Triesen (8 Cupsiege)
- USV Eschen-Mauren (5 Cupsiege)
- FC Schaan (3 Cupsiege)

Der FC Ruggell erreichte das Cupfinale siebenmal, zuletzt 2019, konnte jedoch keines davon für sich entscheiden. Der FC Triesenberg erreichte 2015 zum ersten Mal das Cupfinale.

## Europacups
Laut dem Verteilungsschlüssel der UEFA würde die Platzierung in der UEFA-Fünfjahreswertung dem Liechtensteiner Fussballverband eigentlich einen Platz in der Champions-League-Qualifikation und drei weitere Europa-Conference-League-Plätze zusichern. Da die Liechtensteiner Vereine jedoch in Schweizer Ligen spielen und keine eigene Meisterschaft austragen, qualifiziert sich lediglich der Cupsieger für die Europa Conference League und muss hier zunächst in die Qualifikation.
Vor Einführung der Europa Conference League 2021 startete der Cupsieger in der Qualifikation der Europa League (ehemals UEFA-Cup), auch hier als einziger Teilnehmer, unabhängig von der Platzierung des Liechtensteiner Fussballverbandes in der UEFA-Fünfjahreswertung.
Seitdem wäre eine Teilnahme an der Europa League nur möglich über einen Gewinn der Europa Conference League oder über eine entsprechend hohe Platzierung in der UEFA-Fünfjahreswertung. Eine Qualifikation für die UEFA Champions League wäre für Liechtensteiner Vereine nur im theoretischen Fall eines Gewinns der Europa League möglich.
Aufgrund der Reform der Europapokalwettbewerbe und der Platzierung in der Fünfjahreswertung (Platz 34 nach der Saison 2022/23) wird der Liechtensteiner Pokalsieger in der Saison 2024/25 in der ersten Qualifikationsrunde der Europa League starten.

### Erstmalige Teilnahme an einer Gruppenphase
Mit einem 1:0 gegen Rapid Wien (Hinspiel 1:1) qualifizierte sich der FC Vaduz am 25. August 2022 für die Gruppenphase der UEFA Europa Conference League. Damit gelang erstmals einem Verein aus Liechtenstein die Qualifikation für die Gruppenphase eines europäischen Cupwettbewerbs. Zuvor hatte man sich bereits gegen den türkischen Erstligisten Konyaspor (1:1 und 4:2) sowie den slowenischen Cupsieger FC Koper (1:0 und 1:1 n. V.) durchgesetzt.

### UEFA-Fünfjahreswertung
Platzierung in der UEFA-Fünfjahreswertung:
(in Klammern die Vorjahresplatzierung). Die Kürzel CL, EL und CO hinter den Länderkoeffizienten geben die Anzahl der Vertreter in der Saison 2025/26 der Champions League, der Europa League sowie der Conference League an.
- 38.  (43)  Färöer (Liga, Cup) – Koeffizient: 10.375 – CL: 1, EL: 0, CO: 3
- 39.  (41)  Bosnien und Herzegowina (Liga, Cup) – Koeffizient: 10.000 – CL: 1, EL: 0, CO: 3
- 40.  (34)  Liechtenstein (Cup) – Koeffizient: 10.000 – CL: 0, EL: 0, CO: 1
- 41.  (48)  Island (Liga, Cup) – Koeffizient: 9.583 – CL: 1, EL: 0, CO: 3
- 42.  (44)  Nordirland (Liga, Cup) – Koeffizient: 9.208 – CL: 1, EL: 0, CO: 3

Stand: Ende der Europacupsaison 2023/24

## Jugendfussball
Die Landesmeisterschaft der Liechtensteiner A-, B- und C-Junioren wird in Form einer Meisterschaftsrunde ausgetragen, die Meisterschaft der Junioren D, E und F in Form von in der Regel in den Monaten Mai und Juni ausgetragenen Turnieren.
Die Auswahlmannschaften Team Liechtenstein U16, U17 und U18 nehmen zudem an der vom Schweizerischen Fussballverband organisierten Spitzenfussball Meisterschaft teil. Dies ist die höchste Spielklasse des Liechtensteiner bzw. Schweizer Juniorenfussballs. Neben dem Team Liechtenstein sind in dieser Spielklasse auch viele namhafte Schweizer Vereine wie der FC Basel, FC Luzern, FC Sion oder die Grasshoppers Zürich vertreten.

## Frauen- und Mädchenfussball

### Vereine
Frauenfussball war in Liechtenstein lange Zeit wenig verbreitet. Im Jahr 1962 wurde erstmals über eine Frauenfussballmannschaft in Liechtenstein berichtet, zehn Jahre später fand den wenigen noch verfügbaren Quellen zufolge ein erstes Freundschaftsspiel zwischen den Frauen des FC Triesen und des FC Vaduz statt. Ab 1974 formierten sich auch Frauenmannschaften aus Schaan und Eschen/Mauren, die einige Testspiele austrugen. In der Saison 1987/88 nahm der FC Ruggell, der in Liechtenstein der Verein mit der längsten Frauenfussballhistorie ist, erstmals am Spielbetrieb des Ostschweizer Fussballverbandes teil. Die Frauen des FC Ruggell spielten zeitweise sogar in der Schweizer Nationalliga A, der höchsten Schweizer Spielklasse. Nach dem Abstieg 2006 nahm die Mannschaft zwei Jahre am Spielbetrieb der Nationalliga B teil, bevor sie in der Saison 2007/08 den sportlichen Wiederaufstieg in die höchste Liga erreichte. Jedoch zog der Verein das Frauenteam aus finanziellen Gründen vom Spielbetrieb zurück. Beim Hauptstadtklub FC Vaduz spielten die Frauen ebenfalls über eine kurze Zeit bei einer Meisterschaft mit. Im Jahr 1990 wurde eine Mannschaft gebildet, die zur Teilnahme an der Meisterschaft gemeldet wurde. Dort waren die Vaduzer Frauen jedoch nur etwa eineinhalb Jahre aktiv. Später wurde das Team wieder aufgelöst. Seit den späten 1990er-Jahren gibt es beim FC Triesen eine Frauenfussballmannschaft. Nach der Auflösung der NLA-Mannschaft des FC Ruggell 2008 fungierte der Verein zwischenzeitlich als einziger liechtensteinischer Verein mit einer Frauenmannschaft. Darüber hinaus gab es Mannschaften im Juniorinnenbereich bei den Vereinen FC Schaan und USV Eschen-Mauren. Zur weiteren Förderung wurde 2008 das Projekt «Mädchen am Ball» ins Leben gerufen. Im Jahr 2018 wurden vom Liechtensteiner Fussballverband regionale Stützpunkte gegründet und mehrere Vereine schlossen sich im Norden und Süden des Landes zusammen, um den Mädchen- und Frauenfussball zu fördern.

### Nationalmannschaften
Eine Liechtensteiner Frauennationalmannschaft existiert seit 2019, zudem gibt es eine U-19 und U-17-Nationalauswahl. Die ersten Spiele der A-Nationalmannschaft mussten anfangs aufgrund der COVID-19-Pandemie verschoben werden; schlussendlich stellte die 1:2-Niederlage am 11. April 2021 im Freundschaftsspiel gegen Luxemburg das erste offizielle Länderspiel der Liechtensteinerinnen dar.